# Linda Crutchfield
Linda Crutchfield (* 3. April 1942 in Shawinigan) ist eine ehemalige kanadische Skirennläuferin, Rennrodlerin und Wasserskiläuferin. Im Lauf ihrer sportlichen Karriere gewann sie in verschiedenen Sportarten insgesamt 18 kanadische Landesmeistertitel.

## Biografie
Crutchfield begann ihre Laufbahn als alpine Rennläuferin. Von 1959 bis 1966 gehörte sie der kanadischen Skinationalmannschaft an. 1960 rutschte sie als Ersatzläuferin für Anne Heggtveit in das Team für die Olympischen Winterspiele 1960 in Squaw Valley, kam aber dann dort nicht zum Einsatz. Noch im gleichen Jahr bestätigte sie ihre Nominierung mit dem Gewinn des Ryan Cups. Im Jahr darauf nahm sie in Kitzbühel am legendären Hahnenkammrennen teil und belegte den 11. Platz. 1962 und 1964 gewann sie ihre ersten beiden kanadischen Meistertitel. Im Februar 1964 gab sie in Innsbruck ihr Debüt bei den Olympischen Winterspielen. Sie ging in allen drei Rennen an den Start, bestes Resultat war der 16. Platz im Slalom. Crutchfield wurde sechsmal kanadische Meisterin (Abfahrt 1962 und 1964, Riesenslalom 1963, Slalom 1962, Kombination 1962 und 1964).
Dank ihrer Bekanntschaft mit dem kanadischen Bobolympiasieger Victor Emery entdeckte Crutchfield 1967 das Rennrodeln. Sie wurde auf Anhieb 1967 und 1968 zweimal in Folge kanadische Meisterin im Einer der Frauen und qualifizierte sich 1968 auch in dieser Sportart für die Olympischen Winterspiele. In Grenoble wurde sie schließlich Zwölfte im Wettbewerb der Frauen.
Ihre dritte erfolgreiche Sportkarriere baute sie sich im Wasserskilaufen auf. Im Lauf ihrer Karriere fügte sie ihrer Titelsammlung insgesamt 14 weitere hinzu. Dazu stellte sie mehrere Landesrekorde im Wasserski-Weitsprung auf. So war sie die erste Kanadierin, die einen Sprung über 100 Fuß stand.
Für ihre sportlichen Verdienste wurde sie 1984 in die Hall of Fame des Canada Ski Museum aufgenommen.